# Chang Si
Chang Si, född den 15 november 1986 i Peking, Kina, är en kinesisk konstsimmare.
Hon tog OS-silver i lagtävlingen i konstsim i samband med de olympiska konstsimstävlingarna 2012 i London.